# Avaldsnes

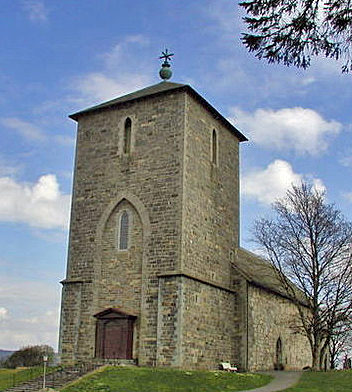
Olavskirche

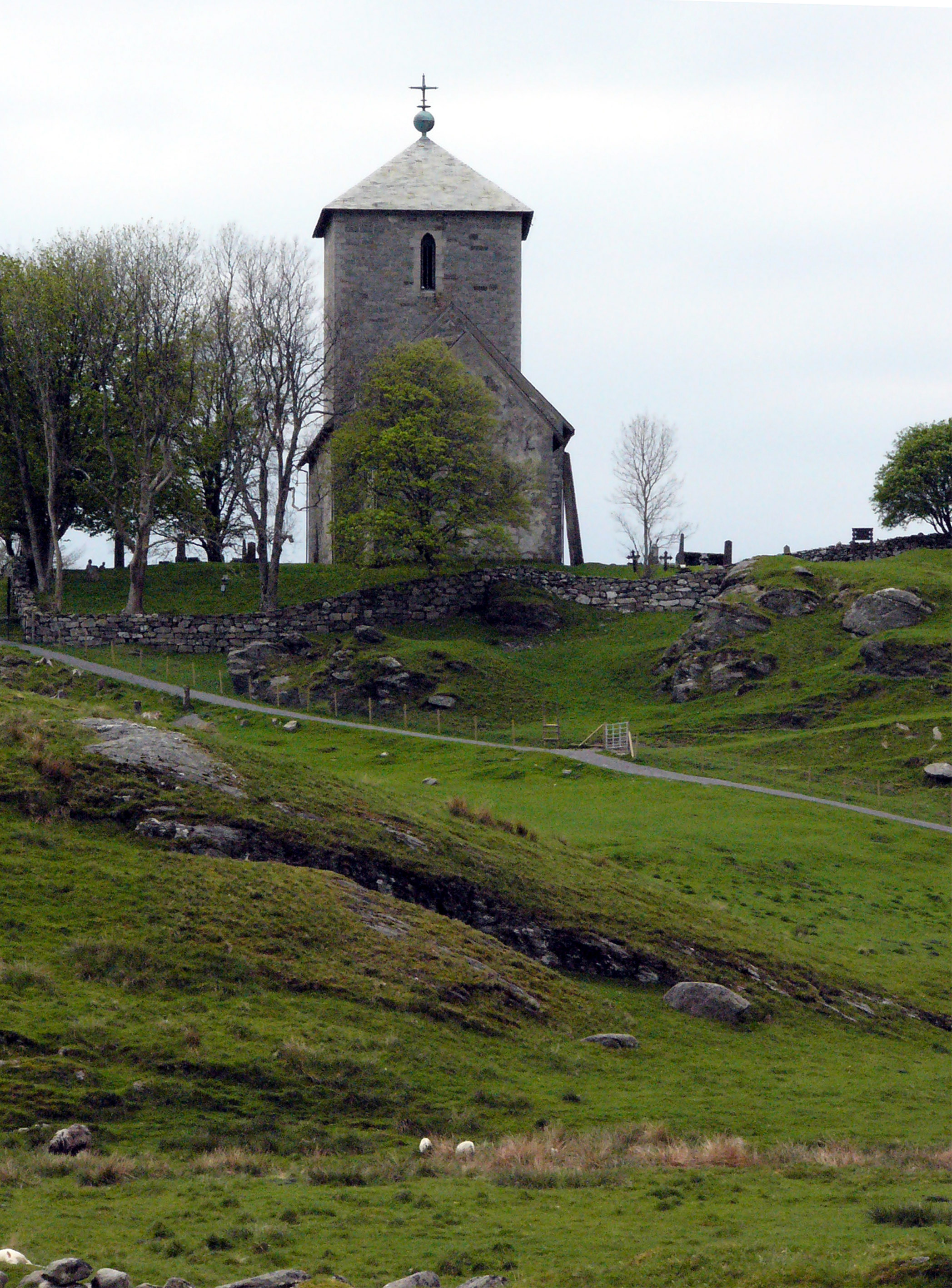
Olavskirche mit „Nähnadel Mariens“ an der Nordseite.

Avaldsnes auf der Insel Karmøy (Rogaland Fylke) in Norwegen ist bekannt als alter norwegischer Häuptlingssitz und erster norwegischer Königshof. Im 19. Jahrhundert war Avaldsnes eine eigenständige Kommune. Heute ist der Ort Teil der Kommune Karmøy, der gleich südlich der Karmsundbrücke liegt.

## Geschichte
Der Ort soll nach dem sagenhaften König Augvald benannt sein, der sein Kleinkönigreich am Karmsund hatte. Nach der Schlacht am Hafrsfjord 872 legte Harald Schönhaar seinen Hof nach Avaldsnes und begründete damit den ersten Königssitz in Norwegen. Der Schiffsverkehr durch den Karmsund mit seiner Enge neben Avaldsnes waren die Quelle von Reichtum und Macht der Region.

### Sankt-Olav-Kirche

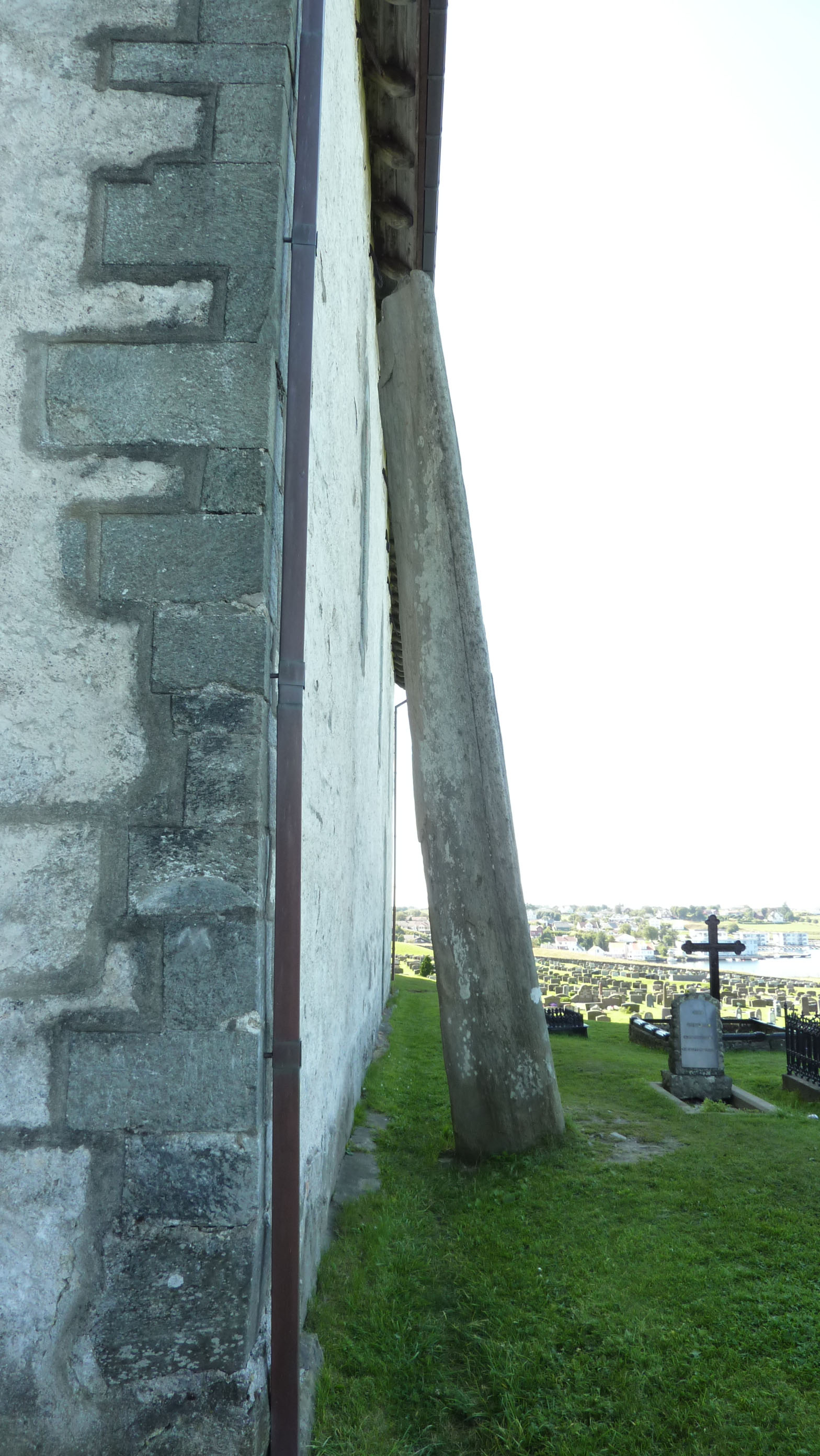
Wenn die Nähnadel der Jungfrau Maria die Kirchenmauer berührt, geht, der Sage nach, die Welt unter

Die Saga erzählt, dass Olav Tryggvason eine Kirche als Hofkapelle in Avaldsnes erbauen ließ. Vermutlich war diese Kirche eine kleine Stabkirche. Der Königshof verfiel, und das wichtigste Wahrzeichen wurde die noch heute erhaltene Steinkirche von Avaldsnes, die Håkon Håkonsson 1250 erbauen ließ. Die frühromanische Kirche ist die größte Steinkirche des Mittelalters in Norwegen und hatte den Status als königliche Kollegiatkirche. Sie wurde dem heiligen Olav geweiht. Die Kirche war eine wichtige Station auf dem Pilgerpfad nach Nidaros (heute Trondheim) entlang der Küste. Auf der Nordseite der Kirche steht die Nähnadel Mariens (norw. Jomfru Marias synål), ein über 7,2 Meter hoher Bautastein, der höchste überhaupt. Der Stein steht schräg zu Kirchenwand geneigt, ohne diese zu berühren. Der Legende nach soll die Welt untergehen, wenn die „Nähnadel“ die Kirchenwand berührt. Sich dessen bewusst, sollen die Gemeindepfarrer ein Stück des Steines abgeschlagen haben, wenn dieser der Kirchenwand zu nahekam. 

### Archäologische Funde
In der Gegend um Avaldsnes wurden umfangreiche archäologische Ausgrabungen gemacht. Etwa 1 Kilometer nördlich der Kirche liegt der Höhenzug Reheia (auch Rehaugane) mit dem Gräberfeld von Blodheia und den einzigen bronzezeitlichen norwegischen Grabhügeln, die in Reihe angeordnet sind (Funde dieser Art sind sonst nur in Südschweden und Dänemark gemacht worden). Mehrere Gräber wurden geöffnet und gaben reiche Funde aus dem Spätbronzealter frei.
Am Karmsund, ein paar Kilometer nördlich des Kirchenortes bei einer Schule (Bø ) liegt der Grønhaug, ein großer Grabhügel mit über 30 Meter Durchmesser, der typologisch und radiologisch in das 8. Jahrhundert n. Chr. datiert wurde. In ihm wurden ein Schiffsgrab gefunden. Es gilt als ältestes Schiffsgrab in den Nordischen Ländern. Dieser Grabhügel wurde 1902 von Haakon Shetelig untersucht und enthielt ein zirka 15 Meter langes Boot mit Resten eines Männergrabes aus dem 10. Jahrhundert. Die Datierung des Schiffsgrabes von Storhaug gab Anlass zu weitreichenden Spekulationen. Die frühesten norwegische Könige der Schriftüberlieferung sind damit aus dem westlichen Landesteil Norwegens überliefert. Somit befand sich die Wiege des norwegischen Königtums wahrscheinlich im Westen und nicht, wie von den Saga-Schreibern behauptet, im Osten des Landes. Die Funde sind im Archäologischem Museum Stavanger verwahrt.
Unmittelbar nördlich der Kirche zeichnen sich die Umrisse des Grabhügel von Avaldsnes ab, der Flagghaugen genannt wird. Der Grabhügel hatte ursprünglich einen Durchmesser von 43 Metern und war über 5 Meter hoch, wurde jedoch während der Ausgrabungen, die 1835 durch den Gemeindepfarrer Lyder Brun geleitet wurden, abgetragen. Es zeigte sich, dass der Hügel das reichste jemals in Norwegen gefundene Grab aus der Römerzeit enthielt. Der Fund bestand unter anderem aus einem Halsring von über 600 g reinem Gold, Waffen, Gurtbeschläge und verschiedene römische Gefäße aus Silber und Bronze.

### Kommunalgeschichte 1837–1965
1837 wurde der „Avaldsnes formannskapsdistrikt“ als Verwaltungsbezirk gegründet. Aus ihm ging 1866 die eigenständige Avaldsnes-Kommune hervor, die bis 1965 Bestand hatte. Am 16. August 1866 wurde Kopervik als eigene Kommune aus der Kommune ausgegliedert. Avaldsnes hatte zu diesem Zeitpunkt 4 735 Einwohner. Am 1. Januar 1909 wurde Stangaland (Kopervik) ausgegliedert. Die Einwohnerzahl betrug danach 3213.
Am 1. Januar 1965 wurde die Kommune Avaldsnes geteilt und zwischen den Kommunen Karmøy und Tysvær aufgeteilt. Dabei wurde ein Teil der Avaldsnes-Kommune mit 4153 Einwohnern mit den Kommunen Kopervik, Skudenes, Skudeneshavn, Torvastad und Åkra zur Karmøy-Kommune. Der andere Teil bestehend aus Førre, Gismarvik und Stegaberg mit einer Bevölkerung von 994 Personen wurde der Kommune Tysvær zugeschlagen.

## Sehenswürdigkeiten

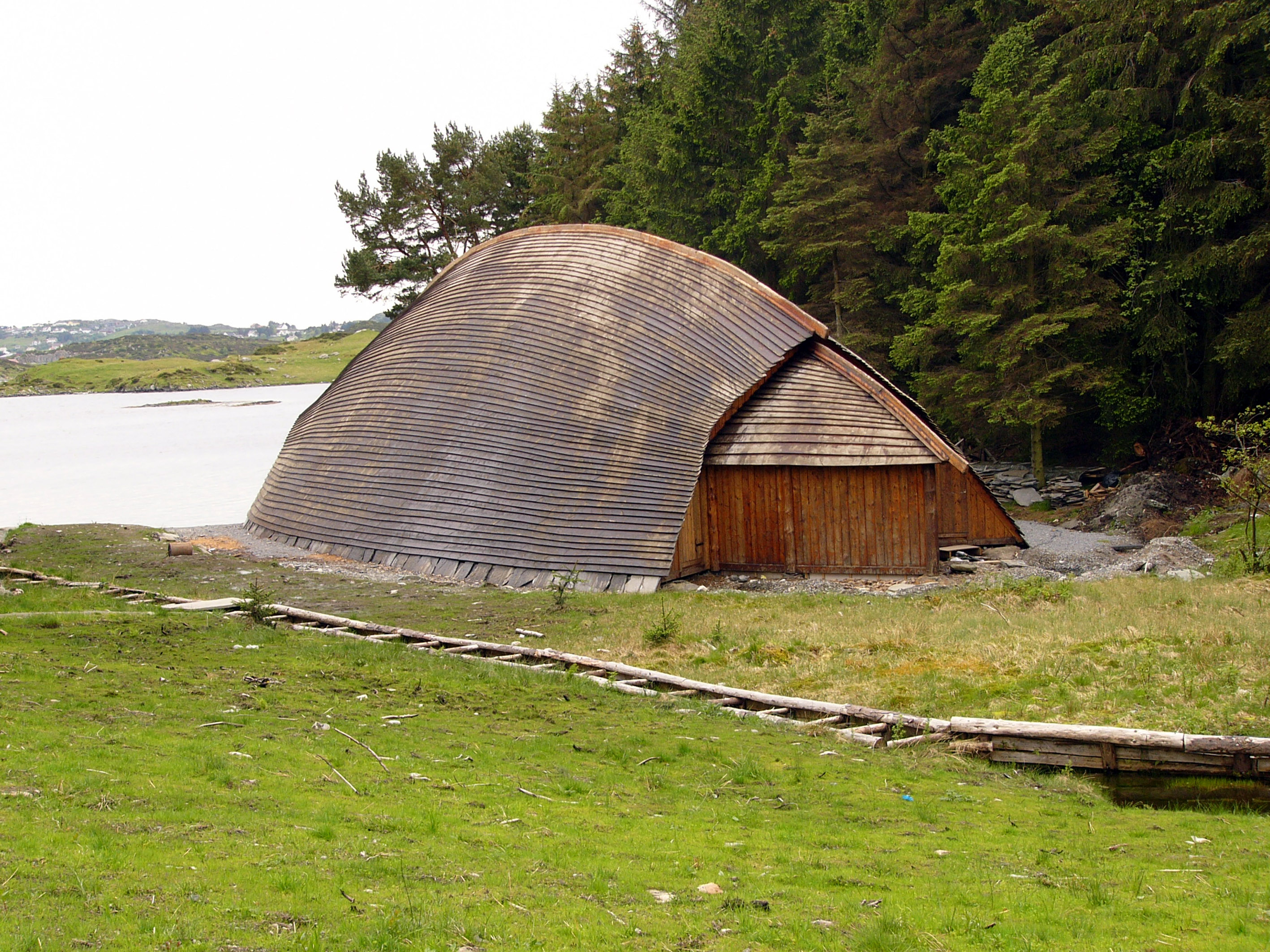
Rekonstruktion eines Bootshauses der Wikinger auf Bokkøya

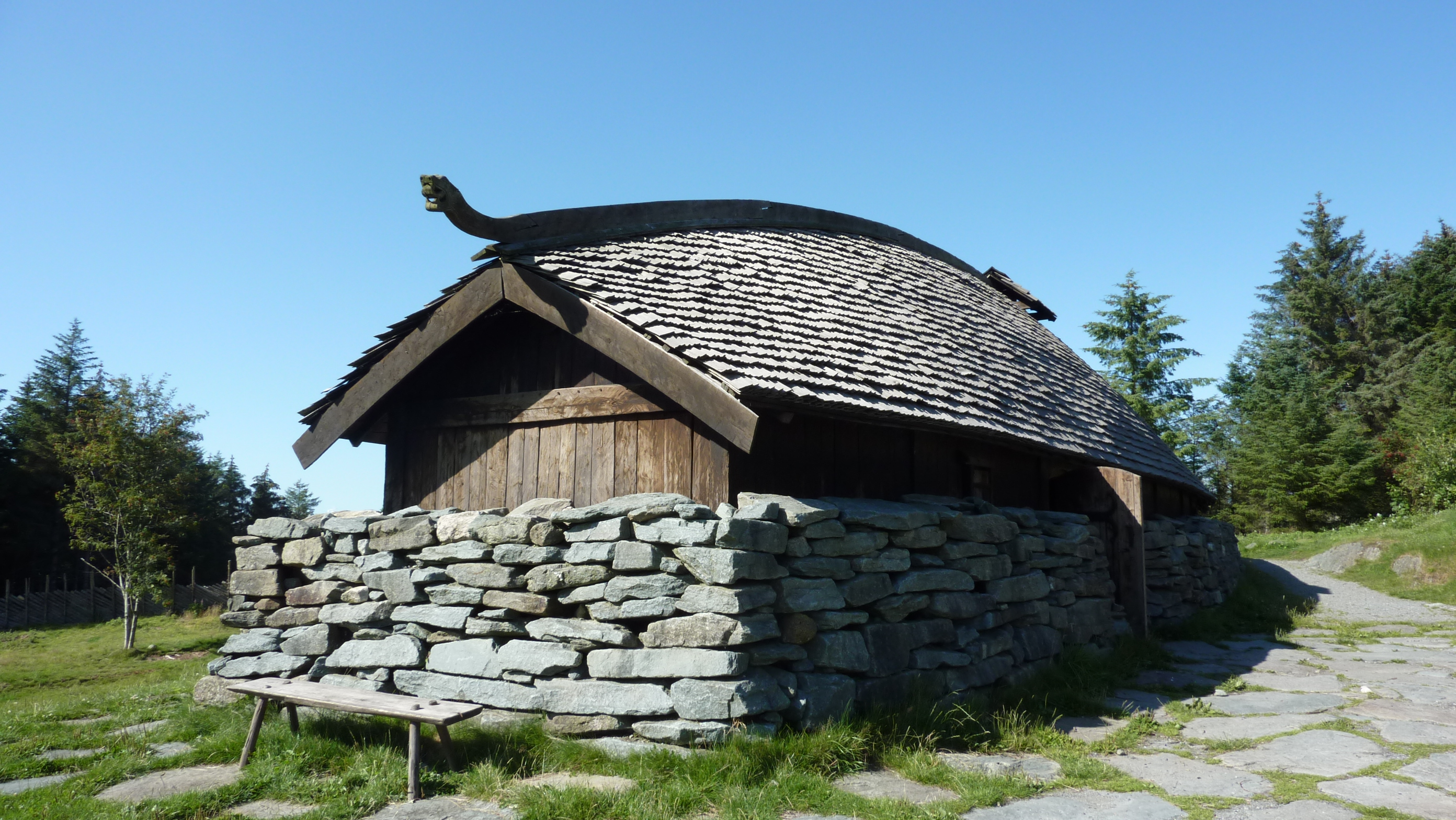
Rekonstruiertes Wikingerhaus auf Bukkoya bei Avaldsnes

Neben der Olavskirche und den Grabhügeln wurde im Jahre 2005 das Nordvegen historiesenter eröffnet, das Einblicke in die lange Geschichte des Ortes vermitteln soll. Auf der im Geh-Abstand liegenden Insel Bokkøya wurde ein Wikingerhof mit verschiedenen Gebäuden aus der Wikingerzeit rekonstruiert. Dort finden auch regelmäßig Wikingerfestivals mit Konzerten, Ausstellungen, historische Wanderungen sowie ein Wikingermarkt statt.
Unter der Karmsundbrücke, bei Nordheim auf dem Festland stehen De fem dårlige jomfruer (deutsch „die fünf törichten Jungfrauen“) eine Gruppe von Bautasteinen.
Der Ort ist Kulisse für die erfolgreiche Netflix-Comedyserie Norsemen.

## Persönlichkeiten
- Thorhild Widvey (* 1956), Politikerin